# ۹ ذی‌الحجه
۹ ذیحجه، نهمین روز ماه ذیحجه در تقویم هجری قمری است.
در تقویم هجری قمری قراردادی این روز ۳۳۴مین روز سال است.

## مناسبت‌ها
- روز عرفه برای مسلمانان[۱]

## زادگان
- ۱۳۲۹-  محمدطاهر آل شبیر خاقانی، فقیه جعفری ایرانی.

## درگذشتگان
- ۳۲۸ - محمد بن قاسم انباری، ادیب، لغوی، نحوشناس، مفسّر و محدّث عراقی.
- «جارُاللَّه زمخشری» ادیب، مفسر و محدث معروف اهل سُنَّت (۵۳۸ ق)
- «علامه طبرسی» مفسر شهیر قرآن کریم(۵۴۸ ق)
- قتل «مسلم بن عقیل» نمایندهٔ امام حسین در کوفه (۶۰ ق)
- آیت اللَّه «سیدابوالحسن اصفهانی» زعیم شَهیر حوزهٔ علمیهٔ نجف (۱۳۶۵ ق)